# Pałac w Biskupicach Podgórnych
Pałac w Biskupicach Podgórnych – zabytkowy pałac w Biskupicach Podgórnych – wsi w Polsce, w województwie dolnośląskim, w powiecie wrocławskim, w gminie Kobierzyce.

## Historia
Barokowy pałac  wybudowany w pierwszej połowie XVIII w., przebudowany i powiększony w wieku XIX. W latach 90. XX w. trafił ponownie w ręce prywatne i został skrupulatnie odnowiony i odrestaurowany. Obiekt jest częścią zespołu pałacowego, w skład którego wchodzi jeszcze park z 1870.

## Opis
Portal od wschodniej strony wykonany z piaskowca ograniczony po bokach dwiema półkolumnami doryckimi z otworem wejściowym 
z agrafą, zamknięty półkoliście. Portal zwieńczony fryzem i frontonem w kształcie (fr. entrecoupé, znaczy z przerwą). W przerwie kartusz z herbem budowniczych. 

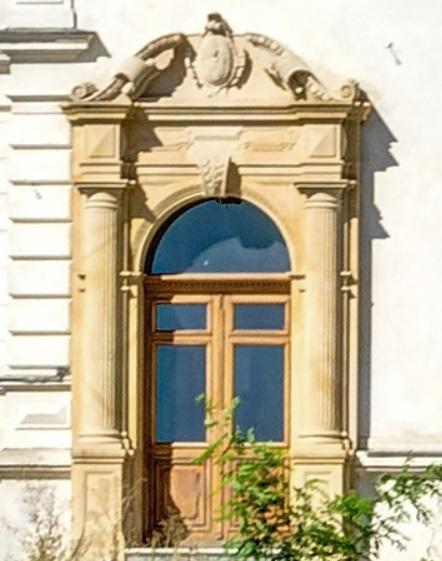
Portal